# Zofia Dąbrowska

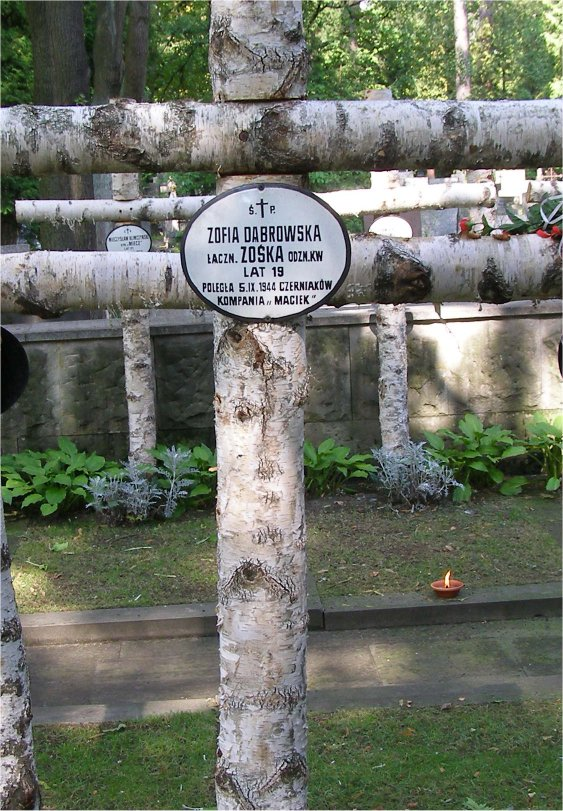
Mogiła na Powązkach

Zofia Dąbrowska ps. „Zośka”, „Jeż”, „Myszka” (ur. 30 listopada 1924, zm. 5 września 1944 w Warszawie) – uczestniczka powstania warszawskiego jako łączniczka dowódcy 1. kompanii „Maciek” batalionu „Zośka” Armii Krajowej.

## Życiorys
Podczas okupacji hitlerowskiej działała w konspiracji.
Służyła w 1. drużynie Hanny Bińkowskiej plutonu żeńskiego „Oleńka” batalionu „Zośka” dowodzonego przez Zofię Krassowką (ps. „Zosia Duża”). W drużynie tej działały również: Maria Dziak, Anna Swierczewska, Barbara Zmysłowska. Przed powstaniem mieszkała na Elektoralnej 30. Na czas powstania Zofia Dąbrowska została przydzielona do 1. kompanii „Maciek” i służyła w jego patrolu sanitarnym.
Wraz ze swoim oddziałem uczestniczyła w walkach na Woli, następnie na Starym Mieście i na Czerniakowie.
Ciężko ranna na skarpie czerniakowskiej, z odniesionych ran zmarła 5 września 1944 w szpitalu powstańczym przy ul. Mokotowskiej 55. Miała 19 lat. Pochowana w ogródku w Al. Ujazdowskich 37. Po wojnie ekshumowana i pochowana w kwaterach żołnierzy i sanitariuszek batalionu „Zośka” na Cmentarzu Wojskowym w Warszawie (kwatera 20A-4-8).
Zofia Dąbrowska została odznaczona Krzyżem Walecznych.